# Markus Frank (Spezialeffektkünstler)
Markus Frank (* 1984 oder 1985 in Giebelstadt, Franken) ist ein deutscher Spezialist für visuelle Effekte beim Film.

## Leben
Markus Frank wuchs in Giebelstadt auf und zog in den 2000ern nach Berlin. Dort studierte er an der Mediadesign Hochschule in Berlin-Kreuzberg Digital-Film-Design und absolvierte ein Praxissemester bei Rise FX. Nach dem Bachelor fing er 2015 bei Cine Chromatix an, wo er als Visual Effects Supervisor arbeitete.
2022 arbeitete er an Die Schule der magischen Tiere 2. Für die Arbeit an diesem Film erhielt er den Deutschen Filmpreis 2022 in der Kategorie Beste visuelle Effekte, den er sich mit seinen Kollegen Dennis Rettkowski und Tomer Eshed teilte.
2022 arbeitete er an Im Westen nichts Neues von Edward Berger. Die Verfilmung des gleichnamigen Romans von Erich Maria Remarque erschien im gleichen Jahr auf Netflix und wurde für mehrere Oscars nominiert, darunter auch einer für die besten visuellen Effekte. Die Nominierung teilte er sich mit Frank Petzold, Viktor Müller und Kamil Jafar. Zusammen mit den beiden Erstgenannten gewann er den Europäischer Filmpreis 2022 in der Kategorie Beste visuelle Effekte sowie einen Deutschen Filmpreis 2023 in der gleichen Kategorie.

## Filmografie (Auswahl)
- 2013: Die Bücherdiebin
- 2014: Der stille Berg
- 2014: Borgia (Fernsehserie)
- 2015: Der kleine Rabe Socke 2 – Das große Rennen
- 2017: Conni & Co 2 – Das Geheimnis des T-Rex
- 2017: Fremde Tochter
- 2017: Zwei im falschen Film
- 2017: Willkommen bei den Honeckers
- 2017: Der Kommissar und das Kind
- 2017: Der Zauberlehrling
- 2017: Ein Sommer im Allgäu
- 2018: Küss die Hand, Krüger
- 2018: Unterwerfung
- 2018: Der große Rudolph
- 2018: Hanne
- 2018: Milk & Honey (Fernsehserie)
- 2018: Der süße Brei
- 2018: Das Märchen von der Regentrude
- 2019: Lotte am Bauhaus
- 2019: Alles oder nichts (Fernsehserie)
- 2019: Nur eine Frau
- 2019: Jenny – echt gerecht (Fernsehserie)
- 2020: Liebe verjährt nicht
- 2020: Vier zauberhafte Schwestern
- 2020: Matze, Kebab und Sauerkraut
- 2021: Die Schule der magischen Tiere
- 2021: Hilfe, ich hab meine Freunde geschrumpft
- 2022: Die Schule der magischen Tiere 2
- 2022: Im Westen nichts Neues
- 2022: Die Gänseprinzessin